# Pałac w Racocie

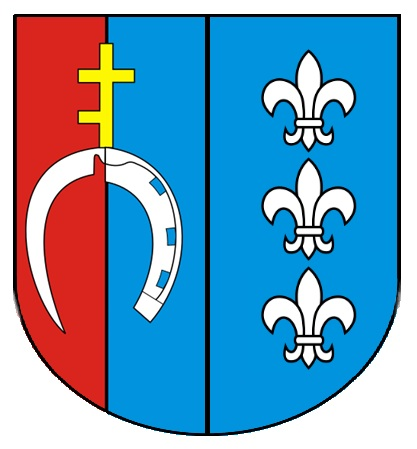
Herby Prus III Jabłońskiego i Kierdeja Czaplicy

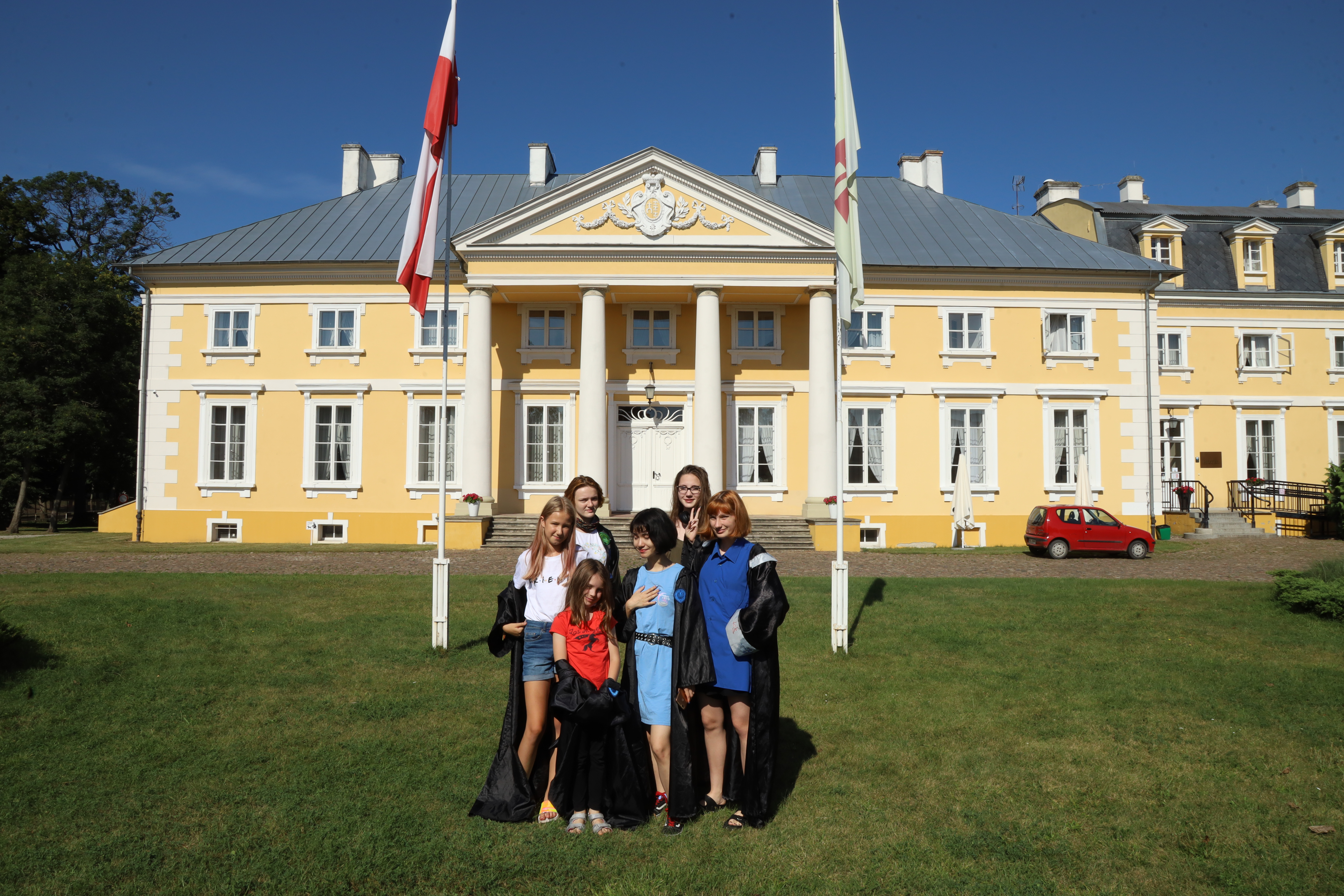
Kolonie tematyczne dla dzieci i młodzieży w Pałacu Racot.

Pałac w Racocie – zabytkowy pałac z XVIII w. we wsi Racot w województwie wielkopolskim; wpisany do rejestru zabytków nieruchomych województwa wielkopolskiego.

Pałac powstał w drugiej połowie XVIII w., natomiast w zależności od źródła podawane są różne lata.

## Historia
Dwór w Racocie – należący do Broniszów – rozbudowała Dorota z Broniszów Jabłonowska, żona księcia i wojewody rawskiego, jednak został zniszczony w czasie walk Rosjan z konfederatami barskimi. Przed jej śmiercią powstały dwie oficyny oraz budynki gospodarcze określane jako stajnia i wozownia, a przebudowane z dawnej gorzelni. Syn Doroty – książę Antoni Barnaba Jabłonowski, wojewoda poznański – rozbudował dwór na pałac, a z tyłu za pałacem założył park w stylu angielskim o powierzchni 10,95 ha. Pałac stanowił ważny ośrodek kulturalny: dla miejscowego teatrzyku sztuki pisał mieszkający w regionie Józef Wybicki, a w dworze zatrzymywali się znamienici goście, m.in. pierwszy prezydent Warszawy Ignacy Wyssogota Zakrzewski, ks. Józef Poniatowski i Tadeusz Kościuszko.
W roku 1799 książę Jabłonowski odsprzedał pałac i dobra racockie Wilhelmowi Orańskiemu, późniejszemu królowi Niderlandów. Z końcem XIX w. wnuczka króla Wilhelma I – księżniczka Zofia Holenderska – wniosła Racot w posagu książęcej rodzinie Sachsen-Weimar-Eisenach. W roku 1902 wielki książę saksoński Wilhelm Ernst dobudował skrzydło północne pałacu, w którym urządzono liczne pokoje gościnne.
Na mocy zapisów traktatu wersalskiego z 1919 roku dobra racockie wraz z pałacem przeszły na własność skarbu Państwa Polskiego. W 1921 roku zespół pałacowy decyzją rady ministrów przeznaczono na rezydencję prezydentów Rzeczypospolitej Polskiej. W lipcu 1927 roku w Racocie przebywał na dwutygodniowym wypoczynku Ignacy Mościcki wraz z małżonką i adiutantem generalnym, płk. Sergiuszem Zahorskim.
W roku 1928 została powołana jedna z trzech przedwojennych polskich stadnin – Państwowa Stadnina Koni w Racocie. W latach 1968–1970 budynek wyremontowano. W 1995 roku Państwową Stadninę Koni w Racocie przekształcono w spółkę skarbu Państwa nadzorowaną przez Agencję Nieruchomości Rolnych. W stadninie hodowane są konie rasy wielkopolskiej i szlachetnej półkrwi. W latach 80. XX wieku stadnina z 700 końmi była największą w Europie. Od 1968 podejmowano również eksperymenty z konikami polskimi.
W latach 2000–2004 pałac poddano kapitalnemu remontowi. Po jego zakończeniu utworzono Ośrodek Szkoleniowo-Rekreacyjny dysponujący hotelem, restauracją oraz zapleczem do świadczenia usług turystycznych i łowieckich. Od 2019 roku w Pałacu odbywają się tematyczne kolonie dla dzieci i młodzieży. Częściowo zachował się oryginalny wystrój wnętrz, w tym sztukaterie i meble.

## Opis
Klasycystyczny, piętrowy pałac wybudowany na planie prostokąta, kryty dachem czterospadowym. Od frontu portyk z czterema kolumnami  toskańskimi podtrzymującymi fronton zawierający kartusz z herbami: Prus III Antoniego Barnaby Jabłonowskiego i Kierdeja jego żony Tekli Czaplic oraz orderami: Orła Białego i św. Stanisława.
Zabudowa jest w pełni jednorodna, z przewagą stylu klasycystycznego (pałac) oraz wpływami baroku (oficyny). Projekt przypisuje się najczęściej Dominikowi Merliniemu, twórcy m.in. Łazienek Królewskich, warszawskiej rezydencji Jabłonowskich oraz pałacu w Rogalinie. Autorstwo projektu wzbudza wątpliwości – być może współczesną formę pałacu zaprojektował Jan Chrystian Kamsetzer.